# Kieselkröte

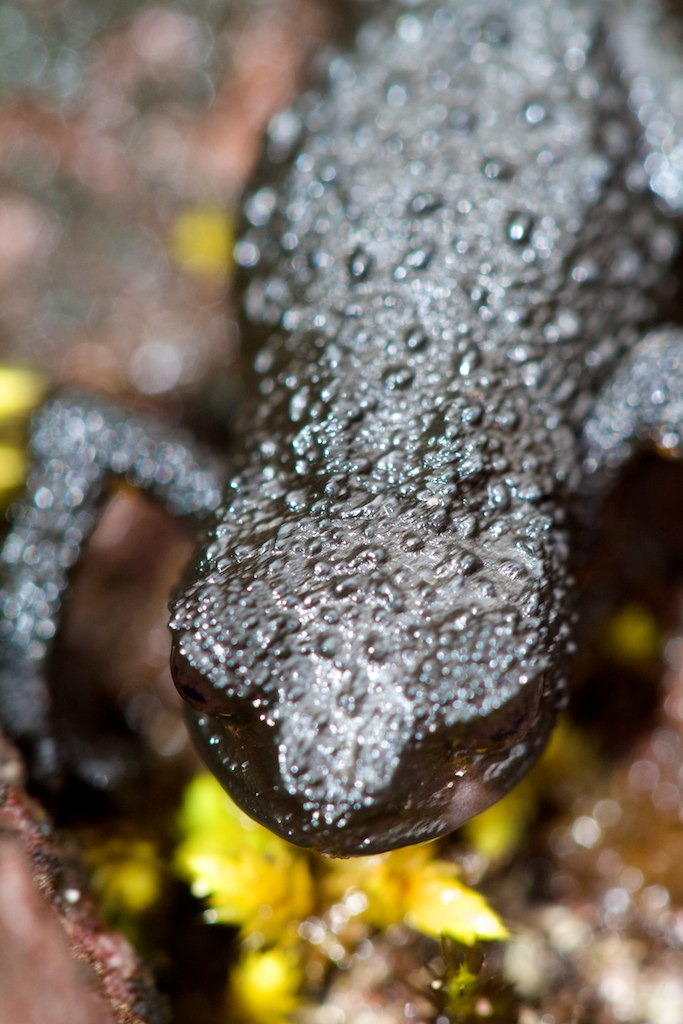
Kieselkröte

Die Kieselkröte (Oreophrynella nigra) ist eine südamerikanische Krötenart der Gattung Oreophrynella. Das Artepitheton nigra, lateinisch für schwarz bezieht sich auf die Färbung. 

## Merkmale
Die Männchen der Kieselkröte erreichen eine Kopf-Rumpf-Länge von 16,5 bis 23,5 mm, die Weibchen 20,4 bis 30,0 mm. Sie ist oberseits (dorsal) und unterseits (ventral) schwarz und ohne Zeichnung. Konserviert ist die Farbe einheitlich dunkelbraun oder schwarz mit geringfügig hellerer Bauchseite. Die Haut ist weich, manchmal runzlig und mit Tuberkeln versehen. Ihr Kopf ist etwas breiter als lang, die Schnauze im Profil abgeflacht, die Schnauzenkante kurz und steil. Der Bereich zwischen den Nasenöffnungen ist konkav (nach innen gewölbt). Arme und Beine sind dünn, die Hände flach mit Schwimmhäuten und mit Tuberkel bedeckt. Die Fingerspitzen sind vergrößert. Die Zehen sind kurz und flach, drei Zehen sind an der Basis verbunden. Das Tympanum, die Membran des Hörorgans, ist nicht sichtbar, Zähne sind keine vorhanden. Die Zunge ist oval und vorne angebracht.

## Verbreitung
Die Kieselkröte ist ein Endemit des Guayana Hochlands in Venezuela. Sie wurde bisher nur im Bundesstaat Bolívar auf den Tepuis Kukenán und Yuruaní gefunden und lebt dort in 2300 bis 2700 Meter Höhe über dem Meeresspiegel.

## Lebensraum und Lebensweise
Die Kieselkröte ist ein tagaktiver Felsenbewohner. Sie lebt in offenem Gelände auf blankem Kalkstein am Rande von Vegetationsflecken mit Büschen, Blütenpflanzen und Bromelien und ernährt sich von Insekten wie Milben, Ameisen und Käfern. Die Kröte zählt ihrerseits zur Beute von Vogelspinnen, vor denen sie sich durch ihre Färbung und das unten geschilderte Fluchtverhalten schützt.
Das Fortpflanzungsverhalten ist noch nicht vollständig geklärt. Je nach Beobachtung werden Gemeinschaftsgelege mit 8 bis 35 Eiern oder Einzelgelege unter Moos und Steinen mit Gruppen von 8 bis 13 Eiern gebildet. In jedem Fall haben die Eier etwa 5 bis 6 mm Durchmesser und es findet eine direkte Entwicklung ohne Kaulquappenstadium mit versetztem Entwicklungszeitpunkt statt.

## Besonderheiten
Der Name Kieselkröte (engl.: Pebble Toad) leitet sich aus ihrem Fluchtverhalten bei drohender Gefahr ab. Sie kann sich nahezu kugelförmig zusammenrollen und sich, wenn sie sich auf einer erhöhten, meist steinigen Ebene befindet, wie ein Kieselstein in die Tiefe fallen lassen und dadurch ihren Gegnern entfliehen.
In der BBC-Dokumentation Unser Leben (2011; engl.: One Life) wurde das Fluchtverhalten der Kieselkröte kurz thematisiert.

## Gefährdung
Die Verbreitung der Kieselkröte ist auf nur zwei Fundorte beschränkt. Auch wenn es keine aktuelle Gefährdung gibt, können zum Beispiel Brände den Bestand bedrohen. Die International Union for Conservation of Nature and Natural Resources (IUCN) stuft die Kieselkröte deshalb, trotz der stabilen Bestandsentwicklung, als gefährdet (Vulnerable, VU) ein.